# Fabriksbutik

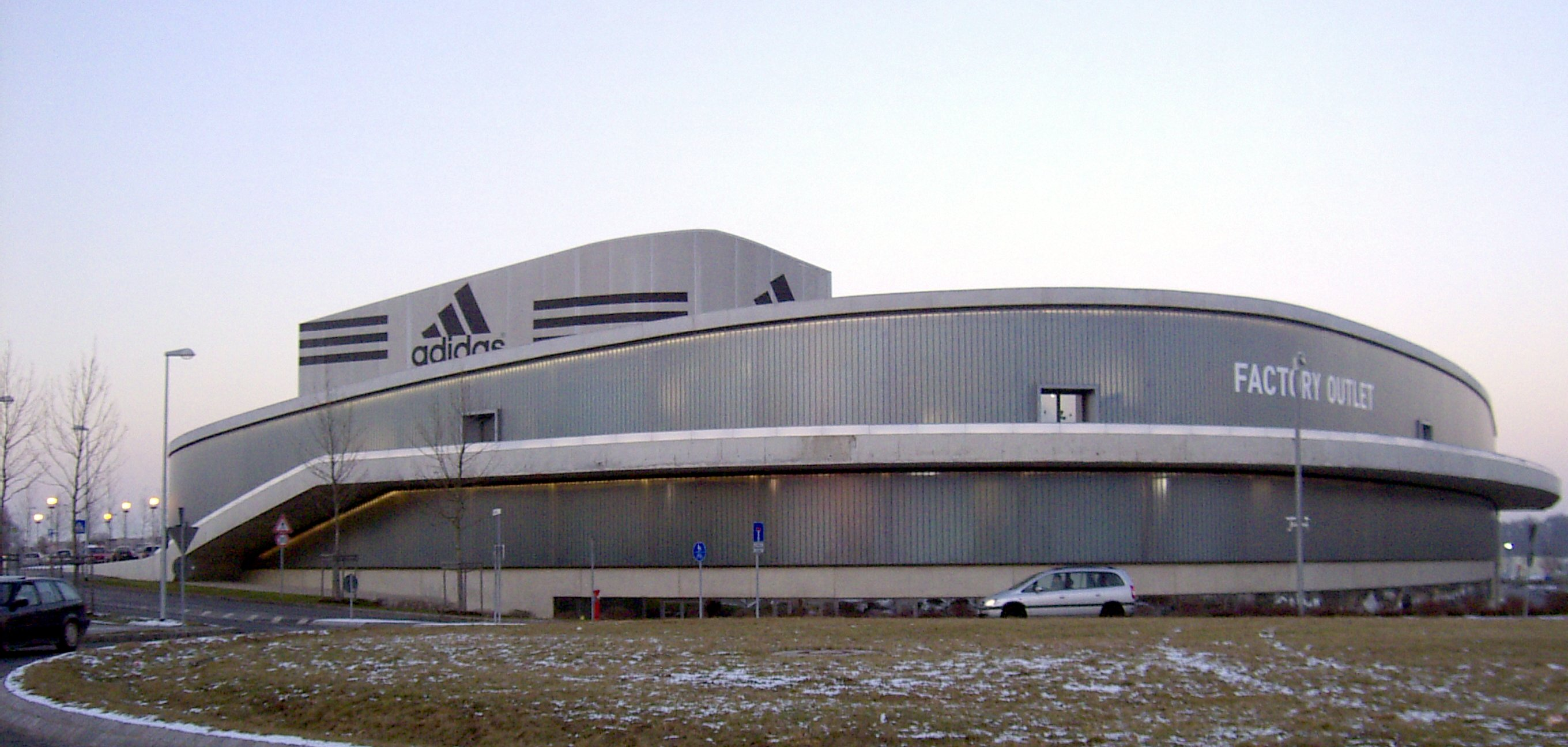
Adidas har länge haft en fabriksbutik i hemstaden Herzogenaurach.

Fabriksbutik eller factory outlet (även fabriksförsäljning eller butiksby) är en butiksform där stora företag säljer ut delar av sin produktion till rabatterade priser utan mellanhand. Det handlar framförallt om stora företag inom konfektionsindustrin och tillverkare av sportutrustning.
Från början låg fabriksbutiker oftast i direkt anslutning till företagets fabrik, men på senare år har fabriksbutiker börjat etableras i olika köpcentra för att lättare nå en stor potentiell kundkrets.
Många av dessa fabriksbutiker kallas numera "outlet" eller "factory outlet" i Sverige, exempel på det som Språkrådet kallar "onödig engelska".
Det har under senare år kommit ut olika guider för att hitta olika fabriksbutiker runt om i Europa.